# Freda Du Faur
Freda Du Faur   (Croydon, 16 de setembre de 1882 - Dee Why, 11 de setembre de 1935) fou una muntanyenca australiana, reconeguda com la primera dona a escalar la muntanya més alta de Nova Zelanda, el Mont Cook. Du Faur fou una de les principals escaladores afeccionades de la seua època
«Freda Du Faur amplià els límits del possible, no sols per a les dones, sinó per a tots els alpinistes de l'època. Els factors clau en foren la capacitat d'escalada, la determinació i la condició física».

## Biografia

### Primers anys
Du Faur nasqué a Croydon, Sydney, Nova Gal·les del Sud, Austràlia, el 16 de setembre del 1882. Era filla de Frederick Eccleston Du Faur (1832-1915), un funcionari públic que, després de jubilar-se, esdevingué agent de valors, estació i terres, i mecenes d'arts, i la seua segona esposa, Blanche Mary Elizabeth Woolley (1845-1906). Els avis materns foren el professor John Woolley i la seua esposa Mary Margaret Turner.
Estudià en l'Escola Secundària per a Xiquetes de l'Església d'Anglaterra de Sydney. Probablement conreà la passió pel muntanyisme quan vivia amb la seua família prop del Parc nacional Ku-ring-gai Chase. Quan era jove, explorà la zona i aprengué a escalar ella sola. No acabà la formació en infermeria a causa de la seua «naturalesa sensible i molt nerviosa». A causa dels interessos de sos pares i una herència d'una tia, Emmeline Woolley, tenia uns ingressos independents que li permetien viatjar i escalar.

### Trobada amb el Mont Cook i experiències de muntanyisme (1906-1910)
Du Faur estiuejava a Nova Zelanda. A la fi del 1906, veié fotografies del Mont Cook en l'Exposició Internacional de Nova Zelanda de Christchurch. Això la feu viatjar a l'hotel Hermitage a Mount Cook, on decidí pujar al cim nevat.
El 1908, un segon viatge al Mont Cook dugué Du Faur a conéixer un guia de Nova Zelanda, Peter Graham. Graham ensenyà a Du Faur el treball amb cordes i escalar neu i gel. Du Faur trobà aquesta llibertat com una fuita agradable a les limitacions i frustracions de la família i la societat.
El 1909, Du Faur torna a emprendre més escalades de dificultat creixent, la primera de les quals un ascens a la Muntanya Sealy, el 19 de desembre del 1909. Tot i que aquestes escalades involucraven només Graham i Du Faur, les normes socials en aquest moment no veien amb bons ulls una expedició d'escalada nocturna composta únicament per una dona soltera i un guia masculí. Per tant, hi afegiren un acompanyant, i Du Faur es comprometé a usar una faldilla fins a sota el genoll sobre bombatxos mentre escalava. Així i tot, rebé crítiques tant d'homes com de dones per les seues eleccions en atletisme i vestit. Després de la pujada al cim del Mont Cook el 1910, se la cita dient: «Vaig ser la primera dona soltera a escalar a Nova Zelanda i, en conseqüència, vaig rebre tots els colps fins que un dia em vaig despertar més o menys famosa en el món del muntanyisme, i després d'això vaig poder i vaig fer exactament el que em semblava millor». Seguint la seua notorietat, prescindí d'un acompanyant, però conservà el seu abillament habitual d'escalada. Li agradava que la seua roba mostràs un element de feminitat per a molestar els crítics i reptar els prejudicis contra les dones físicament actives.
El 1910, Du Faur passà tres mesos a l'Institut Dupain d'Educació Física de Sydney entrenant amb Muriel «Minnie» Cadogan (1885-1929), que esdevindria la seua companya de vida. En acabar l'entrenament, Du Faur tornà al Mont Cook al novembre del 1910.

### Cim del Mont Cook (desembre del 1910)
El 3 de desembre del 1910, Du Faur fou la primera dona occidental que pujà al cim del Mont Cook, el pic més alt de Nova Zelanda, amb 3.760 metres. Els seus guies foren Peter i Alec Graham, i hi ascendiren en un rècord de sis hores.
Du Faur declarà sobre el seu ascens al cim: «Vaig pujar al cim ... i em vaig sentir molt sola i amb moltes ganes de plorar».
En el viatge de retorn des del cim, Du Faur fou fotografiada enfront d'una roca per a commemorar l'escalada històrica. La roca, ara anomenada «Freda's Rock» ('Roca de Freda') és a 200 metres d'Hooker Valley Track al parc nacional Aoraki/Mount Cook.

### Temporades posteriors d'escalada
Du Faur feu moltes altres pujades dignes d'esment. En la mateixa temporada que el seu ascens al Mont Cook al 1910, escalà les muntanyes De la Beche (2.980 metres) i Green (2.828 metres), i fou la primera persona a escalar Chudleigh (2.944 metres).
En la següent temporada d'escalada, pujà en un cim verge, ara anomenat Muntanya Du Faur (2.390 metres) en el seu honor. També feu els primers ascensos de la Muntanya Nazomi (2.953 metres) i la Muntanya Dampier (3.420 metres); i els segons ascensos del Mont Tasman (3.497 metres) i del Lendenfeld (3.192 metres).
En la seua darrera temporada, feu els primers ascensos al Mont Pibrac (2.567 metres) i al Cadogan (2.398 metres). Potser el seu ascens més notable fos al gener del 1913 amb Peter Graham i David (Darby) Thomson, quan feren la primera gran travessia dels tres pics del Mont Cook. Aquesta «gran travessia» ara es considera una escalada clàssica dels Alps Neozelandesos, i continua unida al nom de Du Faur.
El 10 de febrer de 1913, el mateix grup d'escalada feu la primera travessia del Mont Sefton (3.150 metres). Du Faur va deixar d'escalar al mes següent.

### Vida després del muntanyisme (1914-1935)
Du Faur i la seua parella, Muriel Cadogan, es traslladaren a Gran Bretanya el 1914, i passaren un temps a Bournemouth, Dorset. Tot i que tenien la intenció d'escalar els Alps europeus, el Canadà i l'Himàlaia, la Primera Guerra Mundial els ho va impedir. A l'any següent, Du Faur publicà The Conquest of Mount Cook a Londres.
Al juny de 1929, Cadogan es va suïcidar després que la seua família la separàs per força de Du Faur. Du Faur tornà a Austràlia, on va viure a Dee Why, Sydney. Al principi, amb la família del seu germà i després en una cabana pròpia. Va sofrir depressió per la pèrdua de Cadogan, i el 13 de setembre del 1935, es va suïcidar enverinant-se amb monòxid de carboni.
Du Faur està soterrada al cementeri de l'Església d'Anglaterra de Manly, Sydney, al comtat de Cumberland, Nova Gal·les del Sud, Austràlia.

## Reconeixements
En una cerimònia realitzada el 3 de desembre del 2006, un grup de neozelandesos marcà la tomba sense nom de Du Faur. S'hi col·locà una pedra commemorativa, feta de grauvaca de Nova Zelanda, i una placa que recorda els seus assoliments muntanyencs.
El 2017 es publicà una obra de teatre sobre Du Faur escrita per Jan Bolwell, estrenada en el BATS Theatre de Nova Zelanda. L'obra, titulada Taking the High Ground, també presenta l'escaladora de Nova Zelanda Lydia Bradey.